# Microhierax melanoleucos
O Falconete-alvinegro (Microhierax melanoleucos) é uma espécie de ave de rapina da família Falconidae.
Pode ser encontrada nos seguintes países: Bangladesh, Butão, China, Hong Kong, Índia, Laos e Vietname.
Os seus habitats naturais são: florestas temperadas.